# Distrito de Combapata
El distrito de Combapata es uno de los ocho distritos de la provincia de Canchis, esta en la  jurisdicción del departamento de Cusco, bajo la administración el gobierno regional del Cuzco, en Perú. 
El papa Juan XXIII segregó de la arquidiócesis del Cusco, las provincias  de Canchis, Canas, Espinar y Chumbivilcas y con ellas creó la prelatura de Sicuani, haciéndola sufragánea del mencionado arzobispado, mediante la Constitución Apostólica "Universae Ecclesiae" del 10 de enero de 1959.

## Creación política
El distrito fue creado mediante Ley No.1640 del 22 de noviembre de 1912, en el gobierno del presidente Guillermo Billinghurst.

## Geografía
Está ubicado en 3 481 m s. n. m., posee clima templado y producen toda clase de productos

## Centros poblados
- Urbanos
  - Combapata, con 1 967 hab.
- Rurales
  - Chiara Ccollpa, con 154 hab.
  - Chiara Chichiranca, con 298 hab.
  - Cullcuire, con 461 hab.
  - Huantura Calle, con 208 hab.
  - Huatoccani, con 197 hab.
  - Jayubamba, con 177 hab.
  - Jucuire, con 173 hab.
  - Ccolkatuna, con 156 hab.
  - parupata, con 80 hab.
  - pampachaka, 120 hab.
  - thucsa, 150 hab.

## Autoridades

### Municipales
- Muni Comba

## Festividades
- Enero: Chaca Simpay fiesta tradicional
- Febrero: Concurso carnavalesco
- Abril: Semana Santa
- Mayo: San Isidro
- Junio: Festival Folklorico Salla

- Octubre: Virgen del Rosario
- Noviembre: Todos los Santos, aniversario del distrito.
- Diciembre: San Nicolás de Bari